# Dears (compilation de Mika Nakashima)
Albums de Mika Nakashima
Real
(2013)
Dears est une compilation de Mika Nakashima. Elle est sortie sous le label Sony Music Associated Records le 5 novembre 2014 au Japon. Elle sort le même jour que la compilation Tears.
Elle atteint la 5e place du classement de l'Oricon. Elle se vend à 30 372 exemplaires la première semaine, et reste classé 6 semaines, pour un total de 53 131 exemplaires vendus.

## Liste des titres
| 1.  | Stars                     |  |
| 2.  | Will                      |  |
| 3.  | Glamorous Sky             |  |
| 4.  | Life                      |  |
| 5.  | Hatsukoi (初恋)           |  |
| 6.  | Nagareboshi (流れ星)      |  |
| 7.  | One Survive               |  |
| 8.  | Love is Ecstasy           |  |
| 9.  | I Don't Know (Mica 3 Chu) |  |
| 10. | Candy Girl                |  |

| 1.  | Eien no Uta (永遠の詩)                                  |  |
| 2.  | My Sugar Cat                                            |  |
| 3.  | Gift                                                    |  |
| 4.  | All Hands Together                                      |  |
| 5.  | Over Load                                               |  |
| 6.  | Crescent Moon                                           |  |
| 7.  | Love Addict                                             |  |
| 8.  | Hi no Tori (火の鳥)                                     |  |
| 9.  | Boku ga Shinou to Omotta no Wa (僕が死のうと思ったのは) |  |
| 10. | Find the Way                                            |  |

| 1. | Stars (Mika Nakashima The First Tour 2003)                                                |  |
| 2. | Will (Mika Nakashima The First Tour 2003)                                                 |  |
| 3. | Glamorous Sky (Mika Nakashima Let's Music Tour 2005)                                      |  |
| 4. | Life (Mika Nakashima Concert Tour 2007 Yes My Joy)                                        |  |
| 5. | Hatsukoi (Mika Nakashima Live is "Real" 2013 ～The Letter Anata ni Tsutaetakute～) (初恋) |  |
| 6. | Find the Way (Mika Nakashima Concert Tour 2004 Love Final)                                |  |
| 7. | Tsuitachi Kazumi Yoshimi ～Uranai Hen～ (一日一美嘉 ～占い篇～ (特典映像))                |  |